# Lord Lovat
 (mars 2017).
Motif : cet article est écrit dans un très mauvais français.
Lord Lovat est un titre dans la pairie d'Écosse, similaire au rang de baron, créé en 1458 en faveur de Sir Hugh Fraser, 8e de Lovat.

## Histoire
Le lordship de Lovat, dévolu en ligne directe jusqu'à la mort de son descendant à la neuvième génération, le 9e lord en 1696, est ensuite porté par le grand-oncle de ce dernier, le 10e lord Lovat.
Simon de Frisel (dit « Simon Fraser »), un seigneur peut-être originaire de La Frézelière en Mayenne, siégeant  vers 1160 au Beaufort Castle dans l'Inverness-shire en Écosse. La famille de Frisel anglicisera son nom en Fraser.

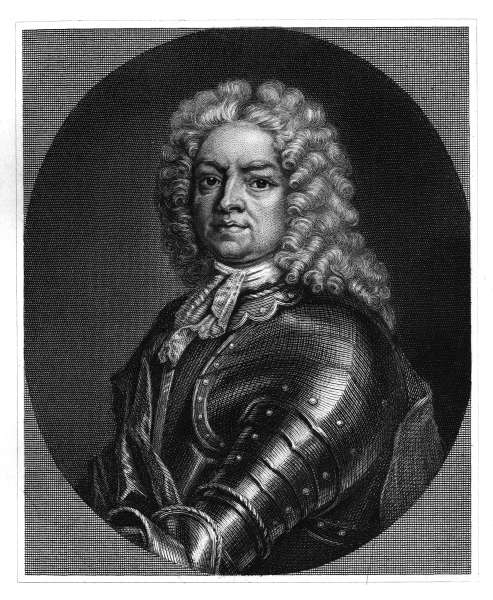
Le 11e lord Lovat (1667–1747).

En 1697, Simon Fraser, dit « le Renard » et l'héritier de Sir Simon Fraser (de jure 10e lord Lovat), enleva et força à l'épouser la veuve du 9e lord, lady Amelia Murray, fille de John, 1er marquis d'Atholl. La puissante famille Murray poursuivit alors Fraser qui dut s'enfuir à l'étranger ; Fraser, connu comme « lord Fraser de Lovat », fut jugé in absentia et condamné à mort. En 1715, cependant, Fraser appuya le gouvernement britannique contre le soulèvement jacobite et fut récompensé en étant gracié de ses crimes. En 1730, il gagna un contentieux visant à confirmer son titre familial de lord Lovat. En 1745, il participa à la rébellion jacobite contre la Couronne et fut de nouveau condamné à mort. Décapité sur Tower Hill à Londres en 1747, il est le dernier homme en Grande-Bretagne à être exécuté par décapitation. Le 11e lord Lovat avait également été créé en 1740, par le prince-prétendant Jacques-François Stuart (alors roi titulaire d'Angleterre et d'Écosse, sous les noms de Jacques III d'Angleterre et VIII d'Écosse), duc de Fraser, marquis de Beaufort, comte de Stratherrick (en) et d'Upper-Tarf, vicomte d'Aird et de Strathglass et lord Lovat et Beaulieu dans la pairie jacobite ; ces titres furent abolis par la Couronne. 
Son fils ainé, le général Simon Fraser militaire et diplomate britannique, obtint un pardon total mais ne fut pas restauré dans ses titres. Son plus jeune frère, le colonel Archibald Campbell Fraser lui succèda en tant que chef du clan. À sa mort, en 1815, le titre de noblesse a été revendiqué par un parent, Thomas Fraser, un descendant de Thomas Fraser, deuxième fils du quatrième lord : en 1837, il est élevé en tant que baron Lovat de Lovat dans le comté d'Inverness, dans la pairie du Royaume-Uni. Toutefois, ce n'est qu'en 1854 que le titre fut rétabli, et Thomas Fraser devint le douzième lord Lovat, nommé chevalier du Chardon en 1865. Son fils aîné (Simon Fraser, maître de Lovat), lui a succédé, comme treizième lord et a servi aussi en tant que lord-lieutenant d'Inverness. Son fils aîné, le 14e lord Lovat était un militaire et homme politique qui occupa le poste de sous-secrétaire d'État aux Affaires des dominions de 1926 à 1927. 
Son fils ainé lui succéda, le brigadier-général Simon Fraser, le 15e lord Lovat (1911–1995), qui se distingua durant la Seconde Guerre mondiale, particulièrement au débarquement de Dieppe et celui du 6 juin 1944 puis la bataille de Normandie : le brigadier Fraser commandait la 1re brigade de commandos britanniques débarquant sur Sword Beach.
Aujourd'hui, les titres familiaux sont détenus par son petit-fils, Simon Fraser (né 1977), seizième et actuel lord Lovat, qui lui succède en 1995. 		
L'homme politique conservateur, Sir Hugh Fraser (1918–1984), était le plus jeune fils du 14e lord, et Sir Ian Fraser (1923–2003), président de Rolls-Royce Motors, celui d'Alastair Fraser et de sa femme lady Sybil Grimston.
Les numérotations seigneuriales du clan Fraser ((en) Clan Fraser) diffèrent de la numérotation légale, ignorant la disparition du titre de 1747 à 1854, ce qui fait que le 16e lord est désigné « 18e lord Lovat ».

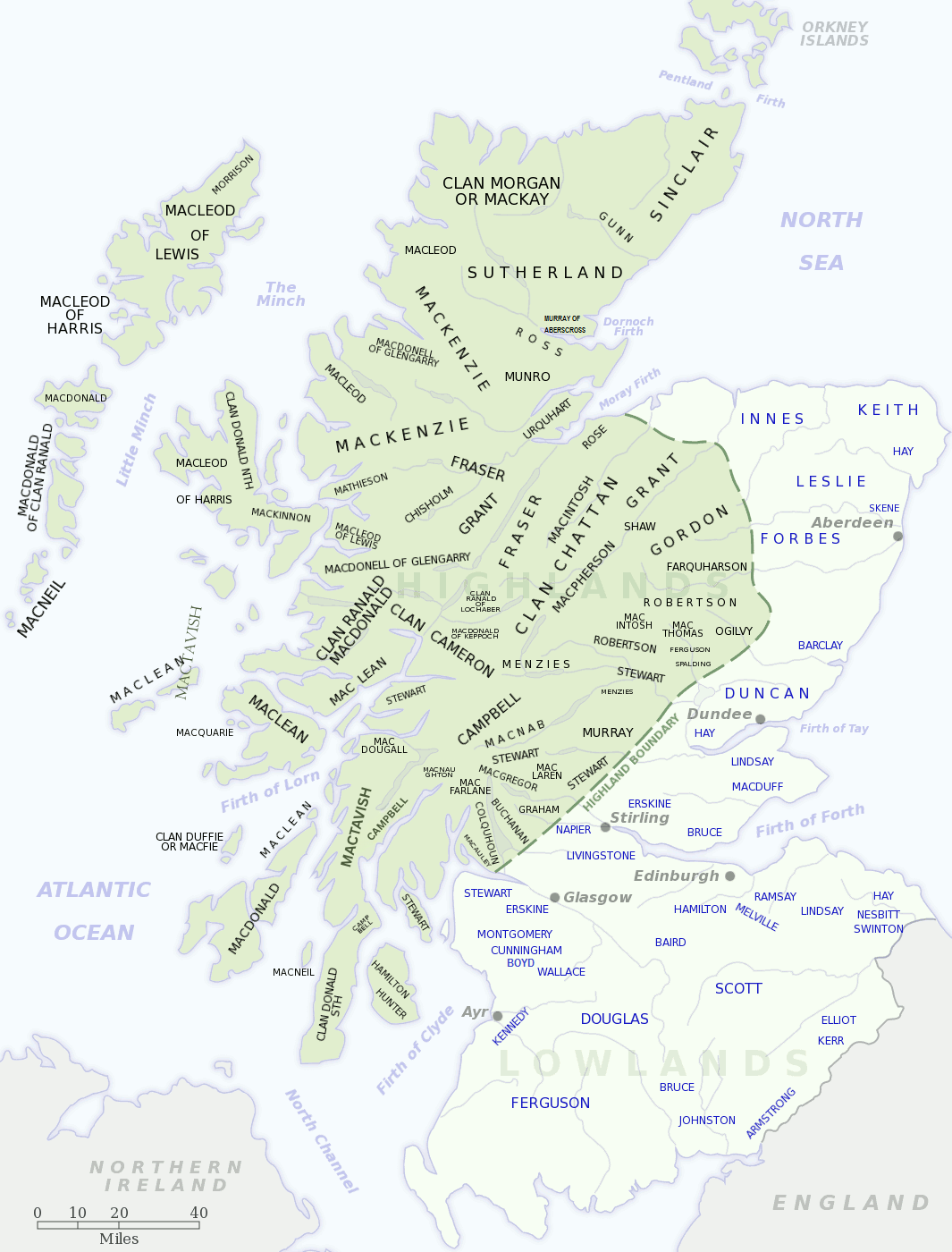
Carte des clans écossais.

Les lords Lovat ont ponctuellement portés le titre de chef du clan Fraser de Lovat. C'est une famille protectrice et fidèle des traditions écossaises. Cette branche des Fraser est généalogiquement éloignée de lady Saltoun, depuis 1984 chef du clan Fraser.
Une autre célèbre contemporaine de cette famille est Honor Fraser, mannequin et sœur aînée du 16e et actuel lord Lovat ; son frère puîné l'héritier présomptif au titre est Jack Fraser, maître de Lovat.

## Voir aussi

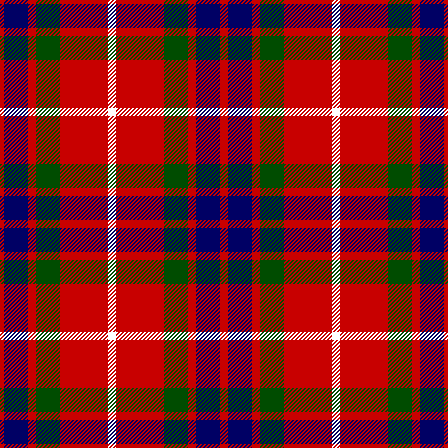
Le tartan Fraser.